# 醒吾科技大學
醒吾科技大學（英語譯名：Hsing Wu University），簡稱醒吾科大、醒吾、HWU，是一所位於新北市林口區的私立科技大學，由顧懷祖先生創立於1965年，原名為醒吾商業專科學校，2000年8月改制為醒吾技術學院，2012年8月1日改名為醒吾科技大學，目前該校有研究所、大學部、專科部、進修部、進修學院。

## 沿革
- 1965年7月，醒吾商業專科學校奉准設校，即日整地開工。九月校舍初步竣工，呈報立案。十月廿一日奉准立案，開始招生。
- 1965年，增設觀光事業科。
- 1968年，增設二年制商業廣告科。
- 1972年，停招商業廣告科。
- 2000年，8月，改制為醒吾技術學院，設觀光事業管理系。
- 2002年，增設餐旅管理系。
- 2001年，增設應用英語科。
- 2004年，應用英語科改制為應用英語系。
- 2005年，組成商管學群。
- 2007年，增設資訊科技應用研究所。停招國際貿易科。
- 2008年，增設全球運籌管理研究所。國際貿易系改名國際貿易暨商務系。會計科改名會計資訊科。
- 2009年，增設休閒與遊憩管理研究所。觀光事業科改名觀光事業管理科。
- 2011年，增設時尚造形設計系、商業設計經營系。觀光事業管理系改名觀光休閒系。向教育部申請改名醒吾科技大學，並獲准籌備1年。
- 2012年8月1日，更名為醒吾學校財團法人醒吾科技大學。商管學院成立。增設數位設計系、時尚造形設計科。資訊科技應用研究所更名資訊科技系碩士班、全球運籌管理研究所更名行銷與流通管理系碩士班、休閒與遊憩管理研究所更名觀光休閒系碩士班、會計資訊系、科更名理財經營管理系、科、國際貿易暨商務系、科更名國際商務系、科。停招旅運管理科。
- 2013年，商業設計經營系改名商業設計系。
- 2014年，資訊科技系暨碩士班改名資訊科技應用系暨碩士班。
- 2015年，因會計資訊系、科同學數度向校方、教育部陳情，故教育部令原2012年更名申請追朔駁回，停招原會計資訊系、科、新設立理財經營管理系、科。
- 2016年，增設時尚產業經營管理學士學位學程。
- 2017年，增設表演藝術系、行動裝置與傳播媒體應用學士學位學程。
- 2018年，增設流行音樂創作學士學位學程。時尚產業經營管理學士學位學程改名時尚產業經營管理系並由原隸商管學院改隸設計學院。停招五專部財務金融科、國際商務科、理財經營管理科。停招四技日間部行動裝置與傳播媒體應用學士學位學程。同年8月1日，資訊學院改名流行藝術學院，原所屬之資訊管理系改隸商管學院，原隸設計學院之表演藝術系改隸流行藝術學院。
- 2019年，增設表演藝術系進修學院、數位設計系四技日間部；停招數位設計科五專。
- 2020年，資訊傳播系改名新媒體傳播系。停招理財經營管理系。
- 2023年，流行音樂創作學士學位學程停招，新設流行音樂創作系。

## 學校簡介

### 特色
- 醒吾科技大學的男子籃球代表隊與女子足球代表隊皆是實力強勁的隊伍，並曾多次晉級。
- 男子籃球代表隊是UBA第一級隊伍2009年第四名、2008年第四名、2007年第六名、2011年第三名、2016年冠軍
- 女子足球隊
- 許多演藝圈藝人是醒吾科技大學畢業校友
- 不少演藝圈男藝人延畢在學中尚未服兵役，並戲稱為「閃兵坑」大學之一。

## 歷任校長
| 任別 | 姓名   | 任職期間              | 備註 |
| ---- | ------ | --------------------- | --- |
| 1    | 單繩武 | 1965年10月～1968年    | - 曾任省訓練團（今人事行政總處地方行政研習中心）指導科科長、 - 光武工專（今臺北城市科技大學）、東南科技大學首任校長 |
| 2    | 左潞生 | 1968年8月～1978年7月  | 曾任國立臺北大學、大甲高中、成功高中校長                                                                            |
| 3    | 顧建東 | 1978年8月～1996年7月  | |
| 4    | 任遵時 | 1996年8月～2001年7月  | 曾任二信高中校長 |
| 5    | 袁保新 | 2001年9月～2008年7月  | 曾任南華大學副校長、國立中央大學總務長、中國文化大學訓導長                                                          |
| 6    | 周家華 | 2008年11月～2010年1月 | 曾任宏國德霖科技大學校長、國立臺北科技大學人文與科學學院院長                                                        |
| 7    | 周添城 | 2010年3月～2015年7月  | - 現任景文科技大學行銷與流通管理系講座教授 - 曾任景文科技大學校長、實踐大學管理學院院長。                           |
| 8    | 周燦德 | 2015年8月～2019年7月  | 曾任教育部常務次長、社教司司長、技職司司長、國教司副司長。                                                          |
| 9    | 陳義文 | 2019年8月～現任       | |

## 教學單位
| 商管學院 | 行銷與流通管理系暨碩士班 | 理財經營管理系 | 企業管理系 | 國際商務系 |
| 商管學院 | 財務金融系               | 資訊管理系     |            |            |

| 觀光餐旅學院 | 觀光休閒系暨碩士班/觀光休閒科 | 餐旅管理系 | 旅運管理系 | 應用英語系/科 |

| 設計學院 | 商業設計系 | 時尚造形設計系 | 數位設計系 | 時尚產業經營管理系 |

| 流行藝術學院 | 資訊科技應用系暨碩士班 | 表演藝術系 | 新媒體傳播系 | 流行音樂創作系 |

| 通識教育中心 |
| ------------ |

| 伊林學院 |
| -------- |

## 歷年日間部師生比及新生註冊率
- 110學年度日間部學生人數6171，專任老師人數205，日間部師生比30.1（學生數/老師數）。

- 112學年度新生註冊率65.64%。
- 113學年度新生註冊率64.84%。

## 外部連結
- 醒吾科技大學 （页面存档备份，存于）
- 醒吾科技大學粉絲專頁 （页面存档备份，存于）
- 醒吾科技大學研究發展處
- 醒吾科技大學創新育成中心
- 醒吾科技大學Youtube頻道 （页面存档备份，存于）
- 林口區公所（政府機關） （页面存档备份，存于）
- 醒悟科技大學的Facebook專頁